# Kolozsvári helyiérdekű vasút
A kolozsvári helyiérdekű vasút vagy kolozsvári hév (románul: tren metropolitan Cluj) egy tervezett vasúti rendszer, mely Kolozsvár mellett Szászfenes, Gyalu, Apahida, Kisbács, Zsuk, Bonchida és Magyargorbó község közigazgatási területét érinti.

## Története

### Előkészítése
2019. júniusban pályázatot írtak ki a kolozsvári metró és egy Gyalu–Szászfenes–Kolozsvár–Kisbács–Apahida–Zsuk–Bonchida helyi érdekű vasút  megvalósíthatósági tanulmányára. Öt pályázó tett ajánlatot a kért dokumentáció elkészítésére:
- SWS Engineering Spa (Olaszország) – SYSTRA (Franciaország) – Metrans Engineering SRL (Románia),
- Explan SRL (Románia) – Dr. Sauer & Partners (Egyesült Királyság),
- Metroul SA (Románia) – PADECO Co., LTD (Japán),
- Eurocerad Internațional SRL (Románia) – 3TI Progetti (Olaszország) – Ingegneria Integrata S.p.A (Olaszország),
- Egis Rail SA.

2019. októberben kihirdették a pályázat nyertesét, amely az SWS Engineering Spa – SYSTRA – Metrans konzorcium lett, azonban a Metroul SA fellebbezett a döntés ellen, és a Consiliul Național pentru Soluționarea Contestațiilor (CNSC, Fellebbezéseket Elbíráló Nemzeti Tanács) 2019. november 8-án úgy döntött, hogy az SWS Engineering–Systra–Metrans ajánlatát ki kell zárni az eljárásból. A döntés nyomán a Metroul– PADECO társulás nyerte el a megbízást, de a kolozsvári polgármesteri hivatal és az SWS Engineering–SYSTRA–Metrans konzorcium megtámadta a döntést a fellebbviteli bíróságon, és a bíróság 2020. márciusban a javukra ítélt. 2020. április 23-án aláírták a megvalósíthatósági tanulmány elkészítésére vonatkozó szerződést, melynek értéke 35,9 millió lej volt. Októberben már el is fogadott egy előtanulmányt a városi tanács egy 14,4 km-esre és a metróval összekötni tervezett vonalra, de a hév később háttérbe szorult a metróprojekt mögött, és 2022-ben Emil Boc polgármester már 2030-as megvalósításról beszélt.
A projektet 2024 áprilisában a Kolozs Megyei Tanács élesztette fel, 10 millió euró támogatást kilátásba helyezve a vonalhoz kapcsolódó P+R parkolókra. Szeptemberben a közlekedési minisztérium rendelettervezetet tett közzé arról, hogy a CFR, mint a 300-as és 401-es vasútvonal működtetője beszáll a projektbe. A megvalósíthatósági tanulmányt októberben fogadta el a kolozsvári városi tanács. A beruházás összértékét bruttó 1,1 milliárd lejre, a megvalósítás időigényét 48 hónapra (12 hónapos közbeszerzési eljárás, 36 hónapos tervezés és kivitelezés) becsülték.

## Tervezett jellemzői

### Nyomvonal
A tervek szerint a Bonchida és Magyargorbó közötti 48,8 km-es szakaszon fog működni, a meglévő vasúti pályán. Összesen 23 megállót terveznek, az alábbi települések érintésével:
- Bonchida
- Válaszút
- Zsuk
- Telekfarka (Câmpenești)
- Apahida
- Dezmér
- Kolozsvári nemzetközi repülőtér
- Kolozsvár (8 megálló)
- Kisbács
- Szucság
- Andrásháza
- Méra
- Magyarnádas
- Magyargorbó

A 3 kocsis, 420 férőhelyes (ebből 310 ülőhely) vonatok 6 és 19 óra között félóránként, 5–6 és 19–22 óra között óránként követnék egymást, 45 km/h átlagsebességgel. A megvalósíthatósági tanulmány szerint napi 17 ezer fő használná.